# Twierdzenie Leibniza (geometria)
Twierdzenie Leibniza – twierdzenie planimetrii: Suma kwadratów odległości dowolnego punktu P od wierzchołków trójkąta jest równa sumie kwadratów odległości wierzchołków od środka masy trójkąta i potrojonego kwadratu odległości punktu P od środka ciężkości.